# Boryslav
Boryslav (em ucraniano:  Борислав, em polonês/polaco:  Borysław) é uma cidade da Ucrânia, situada no oblast de  Leópolis. Sua população em 2019 foi estimada em 33.537 habitantes.